# Mercabarna
Mercabarna, Mercat Central d'Abasts de Barcelona SA, constituïda el 1967 que gestiona la distribució majorista del sector alimentari de Barcelona i també d'altres mercats.
- Ubicació: Zona Franca de Barcelona
- Superfície: 90 hectàrees
- Nombre d'empreses que hi ha al recinte: 800
- Persones que hi treballen cada dia: 25.000

Mercabarna disposa també d'una parcel·la de 4,5 hectàrees al costat de l'Aeroport de Barcelona, on s'ha construït Mercabarna-flor, un nou centre de negocis majorista especialitzat en flors, plantes i complements.
El 2019 va comercialitzar 2.355.293 tones d'aliments, un 4,2% més que el 2018. La facturació de les empreses que hi venen supera els 5.000 milions d’euros. La crisi econòmica derivada de la pandèmia de la COVID-19 va impactar negativament en les vendes d'alguns d'aquests negocis, especialment els que abastien el sector de l'hostaleria i de la restauració.

## Àmbit d'influència
Els productes de Mercabarna arriben arreu dels Països Catalans i a nombrosos països del món. En total Mercabarna proveeix de productes frescos uns 10 milions de consumidors.

## Situació geogràfica estratègica
Mercabarna es beneficia de la privilegiada dimensió historicogeogràfica de la ciutat de Barcelona com a capital de Catalunya, com a gran conurbació europea, per la seva importància com a ciutat comercial i destinació turística.
A més, Mercabarna es troba en un emplaçament estratègic des del punt de vista logístic, que afavoreix l'arribada i l'expedició de mercaderies per terra, mar i aire: a pocs quilòmetres de l'Aeroport Internacional de Barcelona, del Port marítim de Barcelona de contenidors, de la terminal TIR, de l'estació ferroviària de mercaderies, del nus viari del Llobregat amb accés directe a les rondes urbanes i a les autovies exteriors, i a només 10 quilòmetres del centre de Barcelona.
Aquesta estratègica situació geogràfica ha estat un dels factors que han contribuït a posicionar Mercabarna com un dels principals centres europeus de distribució de productes frescos.

## Accionistes i organigrama

### Estructura accionarial
Mercabarna és una societat anònima mercantil formada per les següents empreses:
- 50,69% Barcelona de Serveis Municipals (B:SM), empresa de la qual l’Ajuntament de Barcelona és accionista únic
- 36,79% Mercasa
- 12,16% Generalitat de Catalunya
- 0,36% Autocartera

## Associacions empresarials
La major part de les empreses de Mercabarna s'agrupen en associacions empresarials o gremis.
De fet, les grans decisions que afecten al funcionament de la Unitat Alimentària són sempre preses conjuntament entre la direcció de Mercabarna i les diferents associacions empresarials. Aquest mecanisme atorga força a les decisions preses i afavoreix el seu compliment.
Associacions empresarials majoristes:
- Associació de Concessionaris de Mercabarna
- Associació Gremial d'Empresaris Majoristes de Fruites i Hortalisses de Barcelona i Província
- Gremi de Consignataris Majoristes de Peix i Marisc Fresc i Congelat de Barcelona i Província
- Associació d'Empresaris Majoristes de Mercabarna-flor
- Associació Professional de Concessionaris del Pavelló Polivalent
- Associació d'Aplegadors del Mercat Central del Peix
- Asociación de Bares y Restaurantes de Mercabarna

Associacions empresarials detallistes amb oficina a Mercabarna:
- Gremi de Detallistes de Peix Fresc i Congelat de Barcelona i Província
- Gremi Provincial de Detallistes de Fruites i Hortalisses de Barcelona